# Wo soll ich fliehen hin, BWV 5

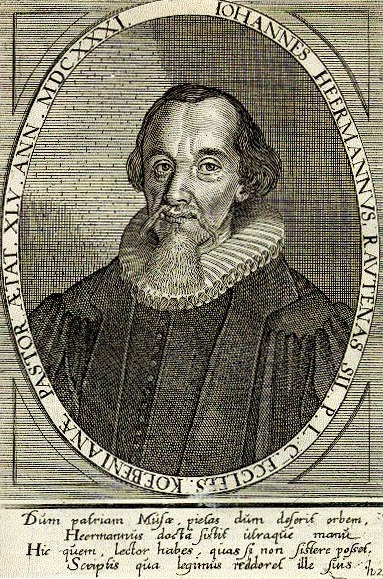
Johann Heermann, autor del himno en que se basa la cantata.

Wo soll ich fliehen hin, BWV 5 (A dónde huiré) es una cantata de iglesia escrita por Johann Sebastian Bach en Leipzig para el decimonoveno domingo después de la Trinidad y estrenada el 15 de octubre de 1724. Está basada en el himno homónimo de Johann Heermann.

## Historia
Bach compuso esta obra durante su segundo año como Thomaskantor en Leipzig para el decimonoveno domingo después de la Trinidad. Formó parte de su segundo ciclo anual de cantatas corales, que había empezado con O Ewigkeit, du Donnerwort, BWV 20 para el primer domingo después de la Trinidad de 1724. La cantata fue interpretada por primera vez el 15 de octubre de 1724.

## Análisis

### Texto
Las lecturas establecidas para ese día eran de la epístola a los efesios, "vestíos del nuevo hombre, creado según Dios" (Efesios 4:22-28), y del evangelio según San Mateo, la curación del paralítico en Cafarnaúm (Mateo 9:1-8).
El texto de la cantata está basado en el coral de once estrofas "Wo soll ich fliehen hin" escrito por Johann Heermann, publicado en 1630, que está recomendado para el domingo en el Dresdner Gesangbuch. Un poeta desconocido mantuvo las estrofas primera y última como estos movimientos respectivos de la cantata. Parafraseó las otras estrofas más libremente: la 2 y 3 como movimiento 2, la 4 como movimiento 3, de la 5 a la 7 como movimiento 4, la 8 como movimiento 5 y la 9 y 10 como movimiento 6. Un año antes, Bach había compuesto para la ocasión Ich elender Mensch, wer wird mich erlösen, BWV 48, concentrándose en la promesa de Jesús al hombre enfermo: "Tus pecados son perdonados". De forma similar, la preocupación de ser un pecador que necesita curación es el tema del coral de Heermann así como de esta cantata. La poesía aporta imágenes al coral que el compositor podía usar, por ejemplo en el tercer movimiento, la fuente divina de sangre para limpiar las manchas de los pecados, una frase barroca basada en (Salmos), (Revelación 1:5) y (Revelación 7:14). En el quinto movimiento el poeta inventó un ejército feroz infernal, que es silenciado por el creyente que muestra la sangre de Jesús.

### Instrumentación
La obra está escrita para cuatro solistas vocales (soprano, alto, tenor y bajo) y un coro a cuatro voces; tromba da tirarsi (trompeta de varas), dos oboes, dos violines, viola y bajo continuo.

### Estructura
Consta de siete movimientos:
1. Coro: Wo soll ich fliehen hin
2. Recitativo (bajo): Der Sünden Wust hat mich nicht nur befleckt
3. Aria (tenor): Ergieße dich reichlich, du göttliche Quelle
4. Recitativo (alto): Mein treuer Heiland tröstet mich
5. Aria (bajo): Verstumme, Höllenheer
6. Recitativo (soprano): Ich bin ja nur das kleinste Teil der Welt
7. Coral: Führ auch mein Herz und Sinn

Bach arregló los movimientos en simetría alrededor del cuarto movimiento a modo de punto de inflexión en la cantata entre la desolación y la esperanza. Se trata de un recitativo, que recibe peso añadido por el cantus firmus del coral interpretado por el oboe. Una línea de la estrofa del coral es cantada inalterada: «was habe ich gesündigt» (Cómo he pecado).
En el coro de apertura Bach asigna la melodía en notas largas a la soprano sin adornos, reforzada por la trompeta. Las partes vocales están inmersas en un concierto instrumental independiente. Los motivos de los instrumentos, es decir, los que aparecen en las voces más graves, se derivan de la melodía, siguiendo el movimiento ascendente de su primera línea y el movimiento descendente de su segunda línea. Los otros dos son recitativos son del tipo recitativo secco. La primera aria va acompañada solo por una viola obbligato que ilustra el flujo de sangre, denominado por John Eliot Gardiner el "efecto efusivo y curativo del manantial divino" en "gestos líquidos de caída" , resumido como "los movimientos de limpieza de un prototipo de lavadora barroca". El tenor canta la misma figuración en la palabra «wäschet» (lavado). Bach rara vez utilizó la viola solista en sus cantatas (dos veces, de acuerdo con Boyd), él mismo pudo haber interpretado estos solos.
La segunda aria es acompañada por la orquesta completa con la trompeta como un "obbligato ferozmente exigente". Mediante pausas repentinas transmite el silenciamiento de «Verstumme, Höllenheer» (Cállate, anfitrión de infierno). Las dos arias son diferentes, si bien la figuración en la segunda es semejante a la de la primera, interpretando que es el propio flujo de sangre que silencia al "ejército infernal". El coral de cierre se establece para cuatro voces.

## Discografía selecta
De esta pieza se han realizado una serie de grabaciones entre las que destacan las siguientes.
- 1972 – J.S. Bach: Das Kantatenwerk Vol. 1. Nikolaus Harnoncourt, Wiener Sängerknaben, Chorus Viennensis, Concentus Musicus Wien, solista del Wiener Sängerknaben, Paul Esswood, Kurt Equiluz, Max van Egmond (Teldec)
- 1978 – Bach Cantatas Vol. 5. Karl Richter, Münchener Bach-Chor, Münchener Bach-Orchester, Edith Mathis, Trudeliese Schmidt, Peter Schreier, Dietrich Fischer-Dieskau (Archiv Produktion)
- 1979 – Die Bach Kantate Vol. 54. Helmuth Rilling, Gächinger Kantorei, Württembergisches Kammerorchester Heilbronn, Arleen Augér, Carolyn Watkinson, Aldo Baldin, Wolfgang Schöne (Hänssler)
- 1999 – J.S. Bach: Complete Cantatas Vol. 11. Ton Koopman, Amsterdam Baroque Orchestra & Choir, Sibylla Rubens, Annette Markert, Christoph Prégardien, Klaus Mertens (Antoine Marchand)
- 2000 – Bach Edition Vol. 19. Cantatas Vol. 9. Pieter Jan Leusink, Holland Boys Choir, Netherlands Bach Collegium, Ruth Holton, Sytse Buwalda, Nico van der Meel, Bas Ramselaar (Brilliant Classics)
- 2000 – Bach Cantatas Vol. 10. John Eliot Gardiner, Monteverdi Choir, English Baroque Soloists, Joanne Lunn, William Towers, James Gilchrist, Peter Harvey (Soli Deo Gloria)
- 2003 – J.S. Bach: Cantatas Vol. 27. Masaaki Suzuki, Bach Collegium Japan, Susanne Rydén, Pascal Bertin, Gerd Türk, Peter Kooy (BIS)